# Odette Sansom
Odette Sansom (1912 - 1995), également connue sous les noms d’Odette Churchill et d’Odette Hallowes, fut un agent franco-britannique du Special Operations Executive, pendant la Seconde Guerre mondiale. Sous le nom de guerre « Lise », elle fut courrier du réseau SPINDLE dirigé par Peter Churchill actif dans le midi de la France. Arrêtée par les Allemands et déportée à Ravensbrück, elle survécut.

## Biographie

### Jeunesse
Odette Sansom naît le 28 avril 1912 à Amiens, seule fille de sa famille. Son père, banquier, est tué à Verdun pendant la Première Guerre mondiale. Elle est élevée dans un couvent où elle est considérée comme difficile par les sœurs. À huit ans, elle développe une cécité temporaire à la suite d'une poliomyélite qui met du temps à guérir. 
À l'âge de dix-neuf ans, en 1931, elle épouse Roy Sansom, un Anglais travaillant dans l'hôtellerie. Ils ont trois enfants dont deux naissent en Angleterre, où la famille s'est installée. Au déclenchement de la Seconde Guerre mondiale, son époux s'engage dans l'armée tandis qu'elle quitte Londres pour le Somerset, allant habiter chez sa belle-mère.
En 1941, le Special Operations Executive lance un appel aux Français d'Angleterre, leur demandant d'envoyer leurs photos de famille prises sur les côtes françaises. Odette Sansom, qui a vécu à Boulogne-sur-Mer s'exécute et explique qu'elle connaît bien cette partie du littoral français,.

### Entrée en résistance
Le 10 juillet 1942, elle a un entretien avec Selwyn Jepson à l'hôtel Victoria, chambre 238, Whitehall. Il lui propose de travailler pour la section F, en étant recrutée par le FANY. Elle est alors recrutée dans la deuxième session de formation féminine de l'agence avec Lise de Baissac, Mary Herbert et Jacqueline Nearne. Lors de son entraînement en parachutisme, elle fait une mauvaise chute, ce qui empêchera le SOE de la faire revenir sur le sol français de cette manière. Pendant sa formation, elle apprend le combat à mains nues, la maîtrise des armes à feu, le morse et les techniques de sabotage des bateaux et des ports.
Elle est déposée sur le littoral du Sud de la France par un bateau de pêche la nuit du 31 octobre 1942 avec Mary Herbert et Marie-Thérèse Le Chêne, dans une crique près de Cassis dans les Bouches-du-Rhône. Elle a pour ordre de se rendre à Auxerre en Bourgogne mais s'arrête finalement à Cannes après sa rencontre avec Peter Churchill, qui dirige le réseau SPINDLE dans le Sud. Les Italiens viennent d'envahir cette partie du territoire français et il est trop dangereux pour elle de partir vers le nord. Elle devient donc courrier et opératrice radio pour le réseau SPINDLE.
À la même époque, l'Abwehr (renseignement allemand) met la main sur une liste non codée de 200 noms de résistants envoyée par André Girard à Francis Suttill[réf. nécessaire]. Début février 1943, les membres du réseau SPINDLE commencent à être arrêtés, les uns après les autres. Peter Churchill décide d'emmener son équipe, dont Odette Sansom, à Saint-Jorioz en Haute-Savoie pour rejoindre les maquisards. En mars, elle rencontre Hugo Bleicher, un agent de l'Abwehr se faisant passer pour un Allemand anti-nazi souhaitant se rendre en Angleterre. Le 16 avril, le réseau est trahi par Bleicher et Sansom est arrêtée à Saint-Jorioz par les Italiens. Elle est finalement remise aux mains des Allemands en mai 1943 et emprisonnée au centre pénitentiaire de Fresnes.
Malgré les ongles arrachés et marquée au fer chaud sur la colonne vertébrale, elle reste muette aux questions de l'Abwehr répondant « Je n'ai rien à dire » à chacune de leurs questions. En juillet, elle est condamnée à mort par un tribunal militaire allemand pour acte de résistance. Lors de l'annonce de la sentence, elle répond : « Vous allez devoir vous décider sur mon nombre d'exécutions parce que je ne peux mourir qu'une seule fois ! ». Le 12 mai 1944, Odette Sansom, en même temps que six (ou sept) autres agents féminins du SOE, Andrée Borrel, Yolande Beekman, Vera Leigh, Éliane Plewman, Diana Rowden, Madeleine Damerment (et Sonia Olschanezky ?), est extraite de la prison de Fresnes et mise dans un train pour l'Allemagne, direction Karlsruhe.
En juillet 1944, elle est transférée à Ravensbrück et enfermée en isolement, dans le Bunker. Elle est placée près de la cellule disciplinaire et entend les femmes être battues : « Je pouvais les entendre crier... ils m'ont mis dans une cellule près de la cellule disciplinaire. Tous les soirs, il y avait une femme qui y était emmenée pour être battue. ». Lors de sa détention, elle reste pendant trois mois et onze jours seule dans le noir. Un an plus tard, elle est extraite du camp par le commandant, Fritz Sühren et amenée aux lignes américaines les plus proches ayant raconté être en lien avec Winston Churchill lors de son arrestation.
Elle témoigne lors du Procès de Ravensbrück contre les Aufseherin.

### Après la guerre
En 1946, elle est la première femme à recevoir la croix de George, la plus haute distinction non-militaire du Royaume-Uni qu'elle accepte en mémoire de ses camarades disparues. Elle est aussi décorée du titre de Membre de l'Ordre de l'Empire britannique.
Son mari étant mort pendant la guerre, elle épouse Peter Churchill.
Elle meurt le 13 mars 1995 à Walton-on-Thames dans le Surrey à l'âge de 82 ans.

## Distinctions
- Royaume-Uni : MBE, 1945 ; George Cross, 16 août 1946[3]
- France : Chevalier de la Légion d'honneur[1].
- En 2012, un timbre avec son portrait est édité par le Royal Mail dans sa série des « distinctions britanniques »[1].

## Identités
- État civil : Odette Marie Céline Brailly, ép. 1. Sansom, 2. Churchill, 3. Hallowes
- Comme agent du SOE :
  - Nom de guerre (field name) : « Lise »
  - Couverture : Odette Métayer
  - Nom de code opérationnel : CLOTHIER (en français DRAPIER)
  - Réseau SOE, section F : SPINDLE
  - Fonction : courrier, opératrice radio

## Famille
- Son père : Gaston Brailly est un héros de la Première Guerre mondiale, tué à Verdun en 1918.
- Son premier mari : Roy Sansom, Anglais (mariage 1931 ; mort pendant la guerre).
  - Leurs trois filles : Françoise, Lily et Marianne.
- Son deuxième mari : Peter Churchill (mariage 1947 ; divorce 1956 ; mort en 1972).
- Son troisième mari : Geoffrey Hallowes (mariage 1956, décédé le 25 septembre 2006[12])

## Dans la culture populaire
- Odette, agent S 23, film de 1950.